# HIV/AIDS tại Bhutan
HIV/AIDS ở Bhutan vẫn là một bệnh tương đối hiếm. Tuy nhiên, nó đã trở thành mối quan ngại quốc gia kể từ khi báo cáo đầu tiên của Bhutan được đưa ra vào năm 1993. Mặc dù nỗ lực giáo dục và tư vấn trước mắt, nhưng số trường hợp nhiễm HIV/AIDS đã tăng lên kể từ đầu những năm 1990. Điều này đã thúc đẩy các nỗ lực của chính phủ về đối phó với sự lây lan của bệnh thông qua việc lồng ghép các bệnh lây truyền qua đường tình dục (STI) và phòng chống HIV, giáo dục cơ sở và sự tham gia cá nhân của gia đình hoàng gia Bhutan, cụ thể là Thái hậu Sangay Choden.

## Tỷ lệ nhiễm bệnh
Trong năm 2011, có 246 trường hợp nhiễm HIV được báo cáo ở Bhutan, chiếm hơn 0,03% dân số. Vào tháng 7 năm 2010, có tổng cộng 217 trường hợp được phát hiện, tuy nhiên các nguồn của Bộ Y tế cho thấy số liệu thực tế ước tính ở UNAIDS là hơn 500. Tỷ lệ nhiễm bệnh vẫn còn khiêm tốn mặc dù tăng lên 185 trường hợp, hay 0,026% dân số, vào đầu năm 2010. Bộ Y tế cho rằng số người nhiễm mới do ngoại tình, sử dụng ma túy, và ảnh hưởng từ các nước láng giềng. Trong năm 2010, gần 91% số trường hợp nhiễm HIV ở Bhutan được cho là do có nhiều bạn tình và không sử dụng bao cao su. Tính đến năm 2010, Bhutan đã không triển khai bất kỳ chương trình bơm kim tiêm nào.
Người nhiễm HIV/AIDS ở Bhutan bao gồm tất cả các nhóm xã hội, bao gồm nhân viên chính phủ, doanh nhân, nông dân, lính, tu sĩ, gái mại dâm và các bà nội trợ. Trong năm 2010, các bà nội trợ đã chiếm 61 trong số 217 trường hợp được biết đến, trong khi đó người bán dâm bị nhiễm HIV là 10. Người dân ở độ tuổi từ 15 đến 29 chiếm một nửa trong số những người được báo cáo là sống chung với HIV/AIDS trong năm 2010. Ở Bhutan, HIV/AIDS được phát hiện chủ yếu thông qua việc theo dõi liên lạc và kiểm tra y tế thông thường. Các khu vực đô thị như Thimphu, quán bar, karaoke, vũ trường và khách sạn cho thấy xu hướng lan rộng của HIV/AIDS. Kuensel ước tính có khoảng 266 gái mại dâm ở Thimphu.
Đến năm 2010, tổng cộng có 40 người chết vì các nguyên nhân liên quan đến HIV/AIDS, và một người tự vẫn.

## Điều trị
Dịch vụ tư vấn và điều trị HIV/AIDS chỉ có ở hệ thống chăm sóc sức khoẻ phổ quát của Bhutan. Trong năm 2010, 46 trong số 217 người sống chung với HIV/AIDS đang được điều trị. Các vấn đề về điều trị, tư vấn và tuân thủ hành vi của những người có HIV đã trở thành vấn đề tranh luận công khai. Không giống như hầu hết các nước láng giềng, Bhutan chưa bao giờ thực hiện bất kỳ hoạt động giám sát huyết thanh nào.
Người nhiễm HIV/AIDS ở Bhutan bị xã hội kỳ thị và thường phải đối mặt với sự phân biệt, kể cả từ bỏ và thất nghiệp vì đó là một bệnh lây truyền qua đường tình dục. Những người bị nhiễm bệnh thường im lặng vì sợ sự phân biệt trong một xã hội bảo thủ. Cả chính phủ và phương tiện truyền thông ở Bhutan đã nhận ra nhu cầu phải giải quyết vấn đề kỳ thị xã hội, phòng ngừa, bằng cách giáo dục và tư vấn cho dân chúng nói chung.
Lhak-sam, một tổ chức phi chính phủ, được thành lập tại Thimphu vào năm 2009 do những người Bhutan nhiễm HIV để tiếp tục giáo dục và phòng chống HIV/AIDS. Một số lượng lớn các thành viên của nó đang thất nghiệp.

## Lịch sử
Mặc dù không có trường hợp nào được báo cáo về hội chứng suy giảm miễn dịch mắc phải (AIDS) thông qua đầu những năm 1990, Bộ Y tế đã thiết lập một chương trình nâng cao nhận thức cộng đồng vào năm 1987. Với sự khuyến khích của WHO, một "phòng thí nghiệm tham chiếu" được thành lập tại Bệnh viện Đa khoa Thimphu để xét nghiệm HIV/AIDS để phòng ngừa. Để nâng cao nhận thức, đại diện của Viện Sức khoẻ Gia đình Quốc gia được gửi đến Bangladesh vào năm 1990 để đào tạo về các biện pháp điều trị và nhận thức về AIDS.
Trường hợp HIV/AIDS đầu tiên của Bhutan được phát hiện vào năm 1993. Năm 1999, Thái hậu Sangay Choden đảm nhiệm Đại sứ UNFPA tại Bhutan, và là nhà hoạt động giáo dục công lập của Bhutan về HIV/AIDS. Bà đã đưa ra nhiều bài thuyết trình tại các buổi tụ họp công cộng, tại trường học và bỏ học, cho quân đội, tại các tu viện, và trong các cộng đồng nông thôn. Thái hậu cũng đã thực hiện Ngày Thế giới Phòng chống AIDS của Bhutan.